# Boston Red Sox
Boston Red Sox er et amerikansk baseballhold fra Boston i New England-staten Massachusetts. Holdet spiller i East Division i American League. Deres hjemmebane Fenway Park er verdens ældste baseballstadion.
Red Sox var et af de første store baseballhold, og de havde succes i starten af 1900-tallet. Da de solgte stjernespilleren Babe Ruth til New York Yankees, begyndte det imidlertid at gå ned ad bakke for holdet. Først i 2004 – efter 86 års venten – vandt Red Sox igen World Series og brød dermed "forbandelsen". De gentog succesen i 2007 med en sejr over Colorado Rockies og er dermed det eneste hold, der har vundet World Series to gange i det 21. århundrede.
På trods af de få mesterskabstitler har Red Sox en enorm fanbase, kaldet Red Sox Nation. Holdet ligger i indædt rivalisering med New York Yankees, der vandt divisionen hvert år fra 1998 til 2006, selvom Red Sox flere gange havde givet dem kamp til stregen. I 2007 blev det så endelig Sox' tur til at vinde divisionen for første gang siden 1995.
I øjeblikket har Red Sox, anført af Manny Ramirez og David Ortiz, en af de mest potente offensiver i hele MLB. Endvidere lå pitchingstaben først i ligaen med hensyn til earned run average i 2007. Holdets totale lønudbetaling ($120 mio.) var næsthøjest i MLB i 2006 efter Yankees.

## Historie
Verdens ældste professionelle baseballklub, Cincinnati Red Stockings, flyttede i 1871 til Boston, og da National League blev oprettet i 1876, kom Boston Red Stockings (også kendt som "Red Caps") med som et af de første hold. I 1901 blev den konkurrerende American League grundlagt, og et nyt Boston-hold så dagens lys. Dette hold gik i begyndelsen under navnet Boston Americans for at skelne det fra byens anden klub i National League. I løbet af kort tid påtog Americans sig imidlertid navnet Boston Red Sox, der skulle hænge ved. Boston Red Caps flyttede senere til Atlanta, hvor de endnu spiller under navnet Atlanta Braves.
Red Sox fik straks succes, da de vandt World Series i 1903. Under skiftende ejerskab vandt de yderligere fire World Series-trofæer i perioden fra 1912 til 1918. I 1914 havde klubben skrevet kontrakt med Babe Ruth, der som pitcher var blandt ligaens bedste. Imidlertid viste Ruth et endnu større talent for at batte, og han blev rykket til outfielden. Fra 1918 og mange år frem udmærkede han sig som ligaens uden sammenligning bedste batter, og han slog alle tænkelige offensive rekorder. Imidlertid var Ruths vilde byture og egensindige væsen en evig kilde til hovedbrud for Red Sox' ejer Harry Frazee, og han valgte at sælge holdets stjerne – sammen med en række andre spillere – til bundholdet New York Yankees i 1920. Pengene skulle bruges til at sikre sig ejerskabet af Red Sox' nye stadion Fenway Park. Umiddelbart efter salget røg Red Sox resultatmæssigt ned i et bundløst hul, mens Yankees etablerede sig som Major League Baseballs førende hold. Fra det skæbnesvangre år 1920 skulle der gå 84 år, før Red Sox igen vandt en World Series. Mange fans begyndte at tro, at holdet var forbandet, heraf udtrykket the Bambino Curse ("Bambino" var et af Babe Ruths kælenavne).
I 1939 begyndte Red Sox at øjne lys for enden af tunnellen, da den nye ejer Tom Yawkey købte den talentfulde outfielder Ted Williams. Dermed begyndte den såkaldte "Ted Sox"-æra. Williams betragtes af mange som den bedste all-round-batter i historien pga. hans evne til både at have en ekstremt høj batting average og samtidig slå home runs. I 1941 blev han den sidste batter indtil videre, der har haft en batting average på 0,400 eller mere i en sæson. Red Sox nåede til World Series i 1946, men tabte til St. Louis Cardinals, der havde tilpasset deres defensive opstilling til Ted Williams' bat. Andre gode spillere trådte til i løbet af 1940'erne, men holdet vandt ikke flere mesterskaber, selvom det var tæt på i 1948 og 1949.
Efter Ted Williams vendte hjem fra Koreakrigen, var han den eneste profil på et Red Sox-hold, der blev døbt "Ted Williams og de syv dværge" (en reference til Disneys Snehvide), og nogen mesterskaber blev det ikke til. Williams lagde battet på hylden i 1960. Red Sox ville i mange år ikke hyre sorte spillere, og de sagde derfor nej til fremtidige Hall of Fame-stjerner som fx Jackie Robinson og Willie Mays.
1960'erne startede dårligt for Red Sox. I 1967, ét år efter holdet havde sluttet på sidstepladsen, ledte Carl Yastrzemski (kaldet "Yaz") imidlertid klubben til World Series, efter han havde vundet the Triple Crown, dvs. været ligaens bedste i de tre vigtigste offensive kategorier: batting average, home runs og RBI. Desværre tabte Red Sox endnu en gang World Series til St. Lous Cardinals.
De næste syv sæsoner spillede Red Sox godt uden dog at vinde et mesterskab. Yaz og en perlerække af andre store navne, såsom Jim Rice, Fred Lynn og Carlton Fisk, vandt endelig mesterskabet i 1975, men tabte en spændende World Series til de stærke Cincinnati Reds. I juli 1978 førte Red Sox divisionen med 14½ kampe ned til New York Yankees, men til sidst blev Boston indhentet af ærkerivalerne. Da holdene stod lige, skulle mesterskabet afgøres af en enkelt playoff-kamp, som Yankees sejrede i.
Yaz stoppede karrieren i 1983. Red Sox endte aldrig højere end tredjepladsen i perioden 1978-1985. I 1986 vandt holdet igen divisionsmesterskabet takket være den dominerende pitcher Roger Clemens, der både vandt Cy Young-prisen som ligaens bedste pitcher og MVP-prisen som bedste spiller. Red Sox nåede helt til World Series, hvor de lagde stærkt ud, men derefter kollapsede helt og tabte sammenlagt til New York Mets. I 1988 vandt Red Sox igen divisionen, men de røg ud i 1. runde af slutspillet til Oaklands Athletics. Dette gentog sig i 1990.
I 1990'erne opnåede Red Sox en del succes uden dog at nå til World Series. De tog divisionsmesterskabet i 1995. Holdet var centrum for en masse højtprofilerede spillerhandler. Heltene Roger Clemens og Mo Vaughn fik lov til at forlade klubben, mens stjerner som Pedro Martinez og Manny Ramirez blev introduceret i Boston. Spillere som Trot Nixon og Nomar Garciaparra blev resultatet af et veludviklet talentsystem.
Red Sox blev ligaens bedste toer i 2003, og de vandt 1. runde af slutspillet i god stil. I 2. runde skulle de møde Yankees. I den afgørende 7. kamp førte Boston 5-2 i 8. inning, men den ellers så sikre Pedro Martinez brød sammen, og Yankees endte med at vinde.
2004 blev forløsningens år for klubben og dens mange loyale fans. Igen blev Red Sox bedste toer, og de nåede helskindet til 2. runde af slutspillet, hvor Yankees endnu en gang var modstander. New York vandt de første tre kampe, men Boston kæmpede sig bravt tilbage og endte med at vinde serien 4-3. Derefter blev det endelig til en World Series-sejr over St. Louis Cardinals, den 6. i klubbens mere end hundredårige historie.
I 2005-sæsonen var Red Sox plaget af skader. Curt Schilling, den bedste starting pitcher efter Pedro Martinez' afsked med klubben, havde store problemer pga. smerter i foden, mens holdets daværende closer Keith Foulke var ude det meste af sæsonen. Offensiven kørte ufortrødent videre, og både Manny Ramirez og David Ortiz leverede fantastiske præstationer. Ortiz kom på andenpladsen i MVP-afstemningen om ligaens bedste spiller. Efter at have ført divisionen det meste af året endte Red Sox på andenpladsen efter Yankees. De kom med i slutspillet som bedste toer, men blev slået ud i 1. runde af Chicago White Sox.
2006-sæsonen startede ligeledes lovende for Boston, der atter en gang lå i tæt strid med Yankees om toppladsen i divisionen. Imidlertid satte en lang række mere eller mindre alvorlige skader en effektiv stopper for klubbens forhåbninger, og det endte med, at Red Sox drattede helt ned på tredjepladsen i slutstillingen efter de sejrende Yankees og Toronto Blue Jays.
Året efter tog Boston en hurtig og overbevisende føring i divisionen, mens New York Yankees spillede langt under deres forventede niveau. Selvom Yankees næsten fik lukket hullet i stillingen hen mod slutningen af sæsonen, kunne Red Sox fejre deres første divisionsmesterskab siden 1995. I slutspillet vandt de i færrest muligt antal kampe over Los Angeles Angels. Efter at være kommet bagud 1-3 i kampe mod Cleveland Indians i American League Championship Series satte Sox sig igennem med tre sejre på stribe, hvilket sikrede ligamesterskabet. I World Series mødte Boston overraskelsen Colorado Rockies, der havde vundet 21 af deres seneste 22 kampe. Imidlertid sejrede Red Sox i alle de fire første kampe og kunne dermed atter kalde sig World Champions.
Red Sox er også det eneste hold der hidtil har haft en dansk spiller da Olaf Henriksen spillede på legendariske fenway i årene 1911-1917 sammen med legenderne Tris Speaker og George Herman Ruth inden han blev til Babe Ruth.

## Spillestil
I 2007 lå Red Sox i top 6 i hele Major League Baseball med hensyn til de fleste offensive kategorier, deriblandt runs, batting average, on base percentage, slugging percentage og OPS. De var dog kun på 18. pladsen i home runs, hvilket til dels skyldtes, at David Ortiz og Manny Ramirez sammenlagt slog 34 færre home runs, end de havde gjorte i 2006.
Pitchingstaben førte ligeledes ligaen med hensyn til earned run average (ERA) og lå på tredjepladsen hvad angår strikeouts. Desuden havde deres bullpen den bedste ERA i ligaen.
Red Sox' offensiv er centreret omkring David Ortiz og Victor Martinez, der henholdsvis er nr. 4 og nr. 5 i lineuppet. De to er blevet kaldt et af de bedste "1-2 punches" i MLB, da de begge er helstøbte, stærke spillere, som er i stand til at slå igennem i pressede situationer. Holdet er generelt kendt for at gøre brug af avancerede statistiske metoder, og de bruger relativt sjældent såkaldte "small ball"-taktikker såsom stolen bases og sacrifice bunts.
Holdet var meget aktivt på transfermarkedet i vinterpausen efter 2006-sæsonen ved bl.a. at byde $51,1 mio. bare for at få lov til at forhandle kontrakt med det japanske pitcherfænomen Daisuke Matsuzaka. Desuden foretog de en række offensive udskiftninger.
Før 2010 sæsonen udtalte General Manager Theo Epistien at fokus fremover ville være på pitching og forsvars spil. Dette har betydet at der har været store udskiftninger og hvor Red Sox før i tiden var store offensive er det nu stjerner som pitcherne Josh Beckett, Jon Lester og ny til 2010 ssæsonen John Lackey.

## Spilledragt
Hjemmebanedragten er hvid med enkelte røde streger. På brystet står der "RED SOX" med rød skrift. Der er ikke spillernavne på hjemmetrøjen.
Udebaneuniformen er grå med røde striber og teksten "BOSTON".

## Stadion
Fenway Park blev bygget i 1912, og det er dermed det ældste baseballstadion, som stadig er i brug.
Historisk har Fenway Park været et dårligt stadion for venstrehåndspitchere. Babe Ruth er blandt de eneste venstrehåndede, der har haft succes her.
Stadionet er mest kendt for den enorme grønne jernmur, som markerer grænsen for den venstre del af outfielden. Navnet the Green Monster er en passende beskrivelse af den 11 meter høje forhindring. Pga. muren ender mange slag, der ville have været home runs i andre stadioner, med blot at blive doubles. På trods af dette er flere af Red Sox' vigtigste home runs gennem tiden blev slået over the Green Monster.

## Nuværende profiler
- Daisuke Matsuzaka (starting pitcher): Superstjerne i japansk baseball gennem syv sæsoner.[6] Han blev valgt som den mest værdifulde spiller i World Baseball Classic i 2006.
- David Ortiz (designated hitter): Ortiz er endt i top-5 i MVP-afstemningen de seneste fire år. Han er kendt for at være sikker under pres.[7]
- Jonathan Papelbon (closer): Vinder af DHL Delivery Man of the Year-prisen i 2007 som baseballs bedste relief pitcher. Berømt for sin intensitet og indlevelse.[8]
- Jason Varitek (catcher): Holdets kaptajn.

## Legendariske spillere
- Wade Boggs (Hall of Fame)
- Joe Cronin (Hall of Fame)
- Bobby Doerr (Hall of Fame)
- Carlton Fisk (Hall of Fame)
- Jimmy Foxx (Hall of Fame)
- Lefty Grove (Hall of Fame)
- Ted Williams (Hall of Fame)
- Carl Yastrzemski (Hall of Fame)

NB. Ud over ovenstående er der også en lang række andre spillere, som dog har spillet det meste af deres karrierer i andre klubber.